# Robigus rubiundata
Robigus rubiundata är en insektsart som först beskrevs av Chou och Wang 1985.  Robigus rubiundata ingår i släktet Robigus och familjen Derbidae. Inga underarter finns listade i Catalogue of Life.